# Famille Kállay
Kállay (Nagykállói Kállay en hongrois) est le patronyme d'une ancienne noblesse hongroise.

## Histoire
Le nom de la famille provient de la ville de Nagykálló, au nord-est de la Hongrie, située dans le comté historique de  Szabolcs. Elle descendrait du clan Balogh-Semjén, clan qui avait reçu la tâche de coloniser les comtés de Borsod, Szabolcs et Szatmár au Xe siècle.

## Principaux membres
- Mihály Kállay (fl. 1250-92), ispán de Ugocsa.
- János Kállay, (fl. 1398-1461), ispán de Szabolcs.
- Ubul (Tamás) Kállay (fl. 1347-89), ispán de Szatmár.
- Pál Kállay (XVe siècle), chambellan du roi Mátyás, militaire.
- János Kállay (fl. 1550), Bán de Szörény.
- Zsuzsanna Kállay (XVIIe siècle), femme de Jean III Kemény, prince de Transylvanie.
- János Kállay (1735-1810), 1er et unique comte Kállay. Chambellan impérial, il est élevé au rang de comte par Marie-Thérèse (1778).
- Kállay Miklós (1754-1820), alispán (vice-comte) de Szabolcs, parlementaire.
- Péter Kállay (1764–1837), chambellan KuK.
- István Kállay(? - Pest, 1845), administrateur de la Cour Royale, főispán de Csanád.
- Béni Kállay (1839-1903), homme politique hongrois, ministre austro-hongrois des finances puis gouverneur de Bosnie-Herzégovine.
- Tibor Kállay (en) (1881-1964), homme politique, ministre des Finances de Hongrie.
- Miklós Kállay (1887-1967), homme politique, premier ministre du Royaume de Hongrie.
- Ferenc Kállay (hu) (1790-1861), historien, membre de l'Académie hongroise des sciences.
- Ödön Kállay (hu) (1815-1879), officier, homme politique.
- András Kállay (hu) (1839-1921), főispán de Szabolcs, écrivain.
- Ödön Kállay (hu) (1885-1955), écrivain, traducteur, critique et éditeur hongrois.
- Kálmán Kállay (1890-1959), pasteur protestant, professeur, recteur de l’Université de Debrecen.
- István Kállay (1942°), historiens du droit, professeur agrégé de l'Université István Széchenyi.
- Miklós Kállay (1949°), ingénieur agricole, maître de conférence, président de l'Académie du Vin Hongrois (Magyar Bor Akadémia).
- András Kállay-Saunders (1985°), chanteur hongro-américain.